# Râul Putna (sit SCI)
Râul Putna este o arie protejată (sit de importanță comunitară — SCI) din România, desemnată în scopul protejării biodiversității și menținerii într-o stare de conservare favorabilă a florei spontane și faunei sălbatice, precum și a habitatelor naturale de interes comunitar aflate în arealul zonei de protecție. Aceasta este întinsă pe o suprafață de 647,5 ha, integral pe uscat.

## Localizare
Centrul sitului Râul Putna este situat la coordonatele 45°53′13″N 26°49′16″E / 45.886836°N 26.821030°E. Situl se întinde pe teritoriile administrative ale comunelor Bârsești, Năruja, Negrilești, Tulnici, Valea Sării, Vidra și Vrâncioaia din județul Vrancea

## Înființare
Situl Râul Putna a fost declarat sit de importanță comunitară (ROSCI0377) în ianuarie 2013 pentru a proteja 5 specii de animale.

## Biodiversitate
Situată în ecoregiunea continentală, aria protejată nu include niciun habitat protejat.
La baza desemnării sitului se află mai multe specii protejate:
- amfibieni (1): izvoraș-cu-burta-galbenă (Bombina variegata)
- mamifere (1): vidră de râu (Lutra lutra)
- pești (2): porcușor de nisip (Romanogobio kesslerii), șărpan (Sabanejewia vallachica)
- reptile (1): țestoasa de baltă (Emys orbicularis)